# Serdar Taşçı
Serdar Taşçı est un footballeur allemand d'origine turque, né le 24 avril 1987 à Esslingen. Il joue au poste de défenseur.
Ce défenseur central était considéré à la fin des années 2000 comme l'un des grands espoirs de l'équipe d'Allemagne.

## Biographie
Il a fait ses débuts professionnels dans le championnat allemand de première division à 19 ans lors de la saison 2006/2007. Lors de son deuxième match professionnel, contre le Borussia Dortmund, il inscrit le premier but de sa carrière. Il gagne rapidement ses galons de titulaire et permet au VfB Stuttgart de remporter le titre de champion d'Allemagne à la fin de la saison. Très en vue pour briguer une place en sélection nationale, il est appelé en 2008 pour la première fois par Joachim Löw,  sélectionneur de l'Allemagne pour disputer un match de qualification pour la Coupe du monde 2010, contre le Liechtenstein. Il est un des rares joueurs allemands d'origine turque à avoir choisi d'évoluer dans la Nationalmannschaft plutôt que dans l'équipe de Turquie. Il a été appelé à 13 reprises sous le maillot de la Nationalmannschaft. De nombreux observateurs dont Armin Veh, son entraîneur à Stuttgart et Joachim Löw lui ont reconnu un fort potentiel et un grand talent.
Il est sélectionné pour le Mondial 2010.
Il a néanmoins un rôle de remplaçant et fait les frais du replacement de Arne Friedrich en défense centrale. Il n'apparaît qu'une seule fois lors de la compétition, lors de la petite finale contre l'Uruguay en toute fin de match.
Le 31 août 2013 après plus de 13 ans au VfB Stuttgart, Serdar Taşçı s'engage en faveur du Spartak Moscou pour environ 4 millions d'euros.
Il revient jouer en Allemagne en janvier 2016, au Bayern Munich, sous la forme d'un prêt payant de six mois avec option d'achat. L'option n'est pas levé à l'issue de son prêt au mois de juin suivant. Il quitte finalement le Spartak en juin 2018.

## Palmarès

### En club
- VfB Stuttgart
  - Vainqueur du Championnat d'Allemagne : 2007
- Bayern Munich
  - Vainqueur du Championnat d'Allemagne : 2016
- FK Spartak Moscou
  - Vainqueur du Championnat de Russie : 2017

### En sélection
- Allemagne
  - 3e de la Coupe du monde : 2010